# Collonges-lès-Premières
Collonges-lès-Premières és un antic municipi francès, situat al departament de la Costa d'Or i a la regió de Borgonya - Franc Comtat. El 28 de febrer de 2019 esdevé un municipi delegat, al si del municipi nou Collonges-et-Premières. L'any 2007 tenia 786 habitants.

## Demografia

### Població
El 2007 la població de fet de Collonges-lès-Premières era de 786 persones. Hi havia 265 famílies, de les quals 32 eren unipersonals (16 homes vivint sols i 16 dones vivint soles), 63 parelles sense fills, 150 parelles amb fills i 20 famílies monoparentals amb fills.
La població ha evolucionat segons el següent gràfic:
Habitants censats

### Habitatges
El 2007 hi havia 265 habitatges, 263 eren l'habitatge principal de la família i 2 eren segones residències. 264 eren cases i 1 era un apartament. Dels 263 habitatges principals, 235 estaven ocupats pels seus propietaris, 23 estaven llogats i ocupats pels llogaters i 5 estaven cedits a títol gratuït; 1 tenia una cambra, 3 en tenien dues, 16 en tenien tres, 81 en tenien quatre i 162 en tenien cinc o més. 182 habitatges disposaven pel capbaix d'una plaça de pàrquing. A 81 habitatges hi havia un automòbil i a 165 n'hi havia dos o més.

### Piràmide de població
La piràmide de població per edats i sexe el 2009 era:
| Homes | Edats   | Dones |
| ----- | ------- | ----- |
| 0     | 95 o +  | 0     |
| 0     | 90 a 94 | 4     |
| 0     | 85 a 89 | 4     |
| 0     | 80 a 84 | 0     |
| 0     | 75 a 79 | 4     |
| 4     | 70 a 74 | 8     |
| 4     | 65 a 69 | 4     |
| 12    | 60 a 64 | 16    |
| 16    | 55 a 59 | 8     |
| 32    | 50 a 54 | 24    |
| 40    | 45 a 49 | 44    |
| 28    | 40 a 44 | 32    |
| 24    | 35 a 39 | 28    |
| 16    | 30 a 34 | 20    |
| 8     | 25 a 29 | 16    |
| 28    | 20 a 24 | 16    |
| 48    | 15 a 19 | 32    |
| 36    | 10 a 14 | 40    |
| 16    | 5 a 9   | 36    |
| 20    | 0 a 4   | 12    |

## Economia
El 2007 la població en edat de treballar era de 533 persones, 417 eren actives i 116 eren inactives. De les 417 persones actives 395 estaven ocupades (211 homes i 184 dones) i 23 estaven aturades (5 homes i 18 dones). De les 116 persones inactives 40 estaven jubilades, 43 estaven estudiant i 33 estaven classificades com a «altres inactius».

### Ingressos
El 2009 a Collonges-lès-Premières hi havia 260 unitats fiscals que integraven 783 persones, la mediana anual d'ingressos fiscals per persona era de 19.122 €.

### Activitats econòmiques
Dels 16 establiments que hi havia el 2007, 3 eren d'empreses de fabricació d'altres productes industrials, 8 d'empreses de construcció, 2 d'empreses de comerç i reparació d'automòbils, 1 d'una empresa de transport, 1 d'una empresa d'informació i comunicació i 1 d'una empresa de serveis.
Dels 6 establiments de servei als particulars que hi havia el 2009, 1 era un guixaire pintor, 3 fusteries i 2 lampisteries.
L'any 2000 a Collonges-lès-Premières hi havia 3 explotacions agrícoles que ocupaven un total de 294 hectàrees.

## Equipaments sanitaris i escolars
El 2009 hi havia 1 escola maternal integrada dins d'un grup escolar amb les comunes properes formant una escola dispersa i 1 escola elemental integrada dins d'un grup escolar amb les comunes properes formant una escola dispersa.

## Poblacions més properes
El següent diagrama mostra les poblacions més properes.